# Allochrocebus
Allochrocebus är ett släkte av primater i familjen markattartade apor med tre arter som förekommer i Afrika. Taxonet etablerades redan 1913 av Daniel Giraud Elliot som ett undersläkte till markattor. Under den följande tiden listade flera zoologiska verk inga undersläkten alls inom släktet markattor. De tre arterna sammanfattades däremot i en artgrupp (lhoesti-gruppen). Fylogenetiska studier, bland annat av Hart et al. 2012, visade att arterna är närmare släkt med gröna markattor (Chlorocebus) och husarapan (Erythrocebus patas) än med andra markattor. Därför godkänns Allochrocebus av IUCN och av nyare avhandlingar som släkte.
Släktet utgörs av följande arter:
- Svartmössmarkatta (Allochrocebus lhoesti), östra Kongo-Kinshasa och angränsande områden.
- Allochrocebus preussi, gränsområdet Kamerun/Nigeria samt ön Bioko.
- Allochrocebus solatus, endemisk i Gabon.

Arterna äter främst örter som de hittar på marken. Födan kompletteras ibland med svampar, blad, bark, frukter, frön och lav. Släktets medlemmar lever vanligen i familjegrupper som består av en hanne, några honor och deras ungar. Dessutom observerades ensam levande hannar. En hanne och en hona av Allochrocebus preussi kan även leva som monogamt par. Hannar av denna art har dessutom höga läten för att leda flocken.
Släktets arter jagas av regionens befolkning för köttets skull (bushmeat).